# Grimmita
La grimmita és un mineral de la classe dels sulfurs que pertany al subgrup de la linnaeïta. Rep el nom en honor de Johann Grimm (24 de juny o 24 de juliol de 1805, Jáchymov, Imperi Austríac - 26 de juny de 1874, Břasy, Imperi Austrohongarès), el principal administrador de mines i molins a Příbram i modernitzador de les operacions. També va ser el segon director del Col·legi Miner de Příbram. Va escriure molts llibres sobre tecnologies i educació mineres, geologia i minerals de zones txeques i hongareses.

## Característiques
La grimmita és un sulfur de fórmula química NiCo₂S₄ que durant molt de temps va ser pobrament definida i inclosa dins la definició de la siegenita, fins que no va ser aprovada com espècie vàlida per l'Associació Mineralògica Internacional l'any 2020, i publicada un any més tard. Cristal·litza en el sistema isomètric. La seva duresa a l'escala de Mohs es troba entre 4,5 i 5,5.
Les mostres que van servir per a determinar l'espècie, el que es coneix com a material tipus, es conserven a les col·leccions mineralògiques del Museu Miner de Příbram amb el número de catàleg: 3/2020, i al departament de mineralogia i petrologia del Museu Nacional de Praga amb el número de catàleg: p1p 49/2020.

## Formació i jaciments
Va ser descoberta al que avui és la República Txeca (abans part de l'imperi austríac), concretament a la mina Uranium No. 9, situada a la localitat de Háje, dins el districte de Příbram (Bohèmia Central). També ha estat descrita a la mina El Entredicho, situada a la localitat d'Almadenejos, a la província de Ciudad Real (Castella - la Manxa, Espanya). Aquests dos indrets són els únics de tot el planeta on ha estat descrita aquesta espècie mineral.